# Charlie Morgan (luchadora)
Yasmin Josephine Lander (Cambridge, Inglaterra; 19 de abril de 1992) es una luchadora de lucha libre profesional británica, más conocida por el nombre artístico de Charlie Morgan. Es conocida por sus apariciones en Progress Wrestling, Bellatrix Female Warriors, World Association of Wrestling, Southside Wrestling Entertainment, así como en Pro-Wrestling: EVE, donde fue campeona. Morgan también trabajó para la WWE en su división NXT UK.

## Carrera

### Circuito independiente (2011-2019)
Lander debutó en la lucha libre profesional en 2011 tras ser entrenada por la familia de luchadores Knight y Danny Collins. Debutó con el nombre artístico de Penélope. En su combate de debut, hizo equipo con Amy-Lee Kramer, Liberty y Stacey y fueron derrotadas por Saraya Bevis, Amazon, Destiny y Melodi. En noviembre de 2011, hizo su debut en Bellatrix, perdiendo ante Rhia O'Reilly. En diciembre de 2012, Penélope perdió ante Alpha Female en su debut en Southside Wrestling Entertainment.
En 2013, fue derrotada por Christina Von Eerie. En 2014, Penélope hizo su debut en All Star Wrestling derrotando a Sammi Baynz. En 2016, Penélope estuvo involucrada en un Queen Of Southside Title four way en el que también participaron Nixon Newell, Toni Storm y Jade en el que ganó Jade. Lander hizo su debut en Copenhagen Championship Wrestling en marzo de 2017 como Charlie Morgan derrotando a Regina. En noviembre de 2017, hizo su debut en Revolution Pro Wrestling perdiendo contra Jinny. En julio de 2018, derrotó a Morgan Webster.

### Pro Wrestling: EVE (2017-2019, 2021-actualidad)
Lander hizo su debut en Pro-Wrestling: EVE en mayo de 2017, perdiendo ante Kay Lee Ray. La noche siguiente Morgan fue derrotada por Kris Wolf. En Dangerous Women derrotó a Kasey Owens en un clasificatorio SHE-1. Derrotó a Meiko Satomura y Sammii Jayne en la final para ganar el torneo SHE-1. En un show conjunto de XWA y EVE fue derrotada por Doug Williams. En Wrestle Queendom, Morgan derrotó a Jayne para convertirse en campeona de Pro-Wrestling: EVE campeona en su primer reinado. El 30 de junio de 2019 Morgan anunció su retirada tras una lesión de tobillo.

### Progress Wrestling (2017-2018)
Charlie Morgan hizo su debut en Progress Wrestling perdiendo ante Charli Evans en octubre de 2017, en un torneo de aspirantes número uno al Título Femenino de PROGRESS. En el Capítulo 63, Morgan y Toni Storm derrotaron a Nina Samuels y Chakara. En el Capítulo 64 derrotó a Millie McKenzie. En julio de 2018, derrotó a Candyfloss.

### WWE
NXT UK (2018-2019)
Morgan hizo su debut en la WWE en la noche dos del Torneo por el Campeonato del Reino Unido 2018, derrotando a Killer Kelly.

## Vida personal
Lander declaró públicamente su homosexualidad en un evento de Pro-Wrestling: EVE. Está prometida con la luchadora profesional Victoria Owen, más conocida por el nombre artístico de Jetta. Se casaron en agosto de 2023.

## Campeonatos y logros
- Bellatrix Female Warriors
  - Bellatrix British Championship (1 vez)[3]
  - DOA Sirens Championship (1 vez)
- Pro-Wrestling: EVE
  - Pro-Wrestling: EVE Championship (1 vez)[3]
  - SHE-1 (2017)
- Real Quality Wrestling
  - RQW European Women's Championship (1 vez)[3]